# Мураховский, Всеволод Серафимович
 Всеволод Серафимович Мураховский (20 октября 1926, с. Голубовка, Кременской район, Луганский округ, Украинская ССР, СССР — 12 января 2017, Москва, Россия) — советский партийный и государственный деятель. Первый заместитель Председателя Совета Министров СССР в 1985—1989.

## Биография
Украинец. С 1945 по 1950 год служил в рядах Советской армии. В составе 1-го стрелкового батальона 304-го стрелкового Краснознамённого полка 22-я стрелковой дивизии 1-й Краснознамённой армии (1-й Дальневосточный фронт) участвовал в боевых действиях на Дальнем Востоке.
- 1950—1954 гг. — студент Ставропольского пединститута,
- 1954—1956 гг. — первый секретарь Ставропольского городского комитета ВЛКСМ (его преемником стал М. С. Горбачев),
- 1956 г. — завуч Невинномысской средней школы,
- 1956—1957 гг. — заведующий кабинетом политэкономии Ставропольского педагогического института,
- 1957—1959 гг. — инструктор, заведующий отделом пропаганды и агитации Ставропольского городского комитета КПСС,
- 1959—1961 гг. — секретарь Ставропольского городского комитета КПСС,
- 1961—1963 гг. — заведующий отделом пропаганды и агитации Ставропольского краевого комитета КПСС,
- 1963—1964 гг. — заместитель председателя исполнительного комитета (видимо, сельского) Ставропольского края,
- 1964—1965 гг. — заведующий отделом науки и учебных заведений Ставропольского краевого комитета КПСС,
- 1965—1970 гг. — первый секретарь Кисловодского городского комитета КПСС,
- 1970—1974 гг. — первый секретарь Ставропольского городского комитета КПСС,
- 1974—1975 гг. — секретарь Ставропольского краевого комитета КПСС,
- 1975—1978 гг. — первый секретарь Карачаево-Черкесского областного комитета КПСС[2],
- 1978—1985 гг. — первый секретарь Ставропольского краевого комитета КПСС, победил таких кандидатов, как второй секретарь крайкома КПСС В. А. Казначеев и председатель крайисполкома И. Т. Таранов,
- 1985—1989 гг. — первый заместитель Председателя Совета Министров СССР, председатель новообразованного Государственного агропромышленного комитета СССР[3].

С июля 1989 года на пенсии.
Депутат Совета Союза Верховного Совета СССР 10 и 11-го созывов от Ставропольского края. Член ЦК КПСС (1981—1990).
Похоронен на Троекуровском кладбище (участок 25).

## Награды и звания
- Медаль «За боевые заслуги» (28 августа 1945)[1]
- Орден «Знак Почёта» (21 июля 1966)
- Орден Трудового Красного Знамени (5 апреля 1971)
- Орден Октябрьской Революции (19 октября 1976)
- Герой Социалистического Труда (12 марта 1982)
- два ордена Ленина (12 марта 1982, 17 октября 1986)
- Орден Отечественной войны II степени (6 апреля 1985)[7]
- Медаль «За заслуги перед Ставропольским краем» (2001)[8]
- Почётный гражданин Ставропольского края (2008) — за большой вклад в экономическое, социальное и культурное развитие Ставрополья[9]
- Медаль «Герой труда Ставрополья» (2016)[10]